# Ansehnliche Steppenkerze
Die Ansehnliche Steppenkerze (Eremurus spectabilis) ist eine Pflanzenart aus der Gattung Steppenkerzen (Eremurus) in der Unterfamilie der Affodillgewächse (Asphodeloideae).

## Merkmale
Die Ansehnliche Steppenkerze ist eine ausdauernde, krautige Pflanze, die ein Rhizom ausbildet und Wuchshöhen von 75 bis 200 Zentimeter erreicht. Die Laubblätter sind graugrün, 25 bis 50 Millimeter breit und nur am Rand rau oder behaart. Der Blütenstandsschaft ist kahl. Der Blütenstand ist dicht, zylindrisch und 30 bis 60 Zentimeter lang. Das Perigon ist breit glockig, nach der Blütezeit stark eingerollt und bleibend. Die Perigonblätter sind blassgelb, oft grün überlaufen oder rötlich mit breitem weißen Rand und 12 bis 14, zum Teil bis 16 Millimeter lang. Die Kapselfrüchte besitzen Querrippen, weisen einen Durchmesser von 6 bis 9 Millimeter auf und sind an den Schaft angedrückt.
Die Blütezeit liegt im Juni und Juli.
Die Chromosomenzahl beträgt 2n = 14 oder 28.

## Vorkommen
Das Verbreitungsgebiet umfasst die Krim, die Türkei, Syrien, Palästina, den Nord-Irak, den Nord-Iran, Afghanistan, Pamir-Alai und West-Tianschan. Hier kommt die Ansehnliche Steppenkerze in Halbwüsten-Gebüschen und auf Dornpolsterfluren vor.

## Systematik
Von Eremurus spectabilis wurden drei Unterarten beschrieben:
- Eremurus spectabilis subsp. spectabilis: Die Perigonblätter sind blassgelb oder blass grünlichgelb. Die Blätter sind kahl, der Blattrand ist rau oder bewimpert. Die Fruchtnerven sind abgerundet. Diese Unterart kommt auf der Krim, in der Zentral-Türkei, im Libanon, in Syrien, im Nord-Irak, im Nord-Iran und im Kaukasus in Höhenlagen von 1000 bis 2750 Meter vor.
- Eremurus spectabilis subsp. regelii (Vved.) Wendelbo (Syn.: Eremurus regelii Vved.): Die Perigonblätter sind rötlich, der Rand ist breit weiß. Die Früchte sind stark kantig-nervig. Diese Unterart kommt in Afghanistan, Tienschan und Pamir-Alai in Höhenlagen von 700 bis 3200 Meter vor.
- Eremurus spectabilis subsp. subalbiflorus (Vved.) Wendelbo: Die Blätter sind behaart. Die Blütenfarbe und die Früchte sind wie bei Eremurus spectabilis subsp. spectabilis. Diese Unterart kommt im Nord-Iran und in Turkmenien in Höhenlagen von 750 bis 2000 Meter vor.

In Kleinasien kommen weitere, nahe verwandte Kleinarten vor.

## Nutzung
Die Ansehnliche Steppenkerze wird selten als Zierpflanze genutzt. Sie ist seit spätestens 1800 in Kultur.